# Lista de episódios de The Huckleberry Hound Show
A seguir, a lista de episódios (em inglês) da série de animação Dom Pixote (1958-61). Cada episódio das duas primeiras temporadas é composto por um desenho do personagem-título, Plic e Ploc e Chuvisco e Zé Colmeia. Nas duas últimas temporadas, Zé Colmeia foi substituído por Lobo Joca.

## Lista de Episódios
Alguns episódios repetem curtas de episódios anteriores. Na lista a seguir, —R— indica uma reprise.

### Primeira Temporada (1958-59)
| Nº | Ep | Dom Pixote Huckleberry Hound                  | Plic e Ploc e Chuvisco Pixie and Dixie and Mr. Jinks | Zé Colmeia Yogi Bear             | Data                    |
| -- | -- | --------------------------------------------- | ---------------------------------------------------- | -------------------------------- | ----------------------- |
| 1  | 1  | “Huckleberry Hound Meets Wee Willie” (Piloto) | “Cousin Tex” (Piloto)                                | “Yogi Bear's Big Break” (Piloto) | 2 de outubro de 1958    |
| 2  | 2  | “Lion-Hearted Huck”                           | “Judo Jack”                                          | “Slumber Party Smarty”           | 9 de outubro de 1958    |
| 3  | 3  | “Tricky Trapper”                              | “Kit Kat Kit”                                        | “Pie-Pirates”                    | 16 de outubro de 1958   |
| 4  | 4  | “Sir Huckleberry Hound”                       | “Jinks' Mice Device”                                 | “Big Bad Bully”                  | 23 de outubro de 1958   |
| 5  | 5  | “Sheriff Huckleberry”                         | “Pistol Packin' Pirate”                              | “Foxy Hound-Dog”                 | 30 de outubro de 1958   |
| 6  | 6  | “Rustler Hustler Huck”                        | “Scaredycat Dog”                                     | “Big Brave Bear”                 | 6 de novembro de 1958   |
| 7  | 7  | "Freeway Patrol"                              | "Little Bird-Mouse"                                  | "Tally Ho Ho Ho"                 | 13 de novembro de 1958  |
| 8  | 8  | “Cock-a-doodle Huck”                          | “Jiggers... It's Jinks!”                             | “High Fly Guy”                   | 20 de novembro de 1958  |
| 9  | 9  | “Two Corny Crows”                             | “The Ghost with the Most”                            | “Baffled Bear”                   | 27 de novembro de 1958  |
| 10 | 10 | —R—                                           | "The Ace of Space"                                   | "The Brave Little Brave"         | 4 de dezembro de 1958   |
| 11 | 11 | "Fireman Huck"                                | "Jinks Junior"                                       | —R—                              | 11 de dezembro de 1958  |
| 12 | 12 | "Dragon-Slayer Huck"                          | —R—                                                  | "The Stout Trout"                | 18 de dezembro de 1958  |
| 13 | 13 | —R—                                           | "Jinks The Butler"                                   | "The Buzzin’ Bear"               | 25 de dezembro de 1958  |
| 14 | 14 | "Hookey Daze"                                 | "Jinks' Flying Carpet"                               | —R—                              | 1 de janeiro de 1959    |
| 15 | 15 | "Skeeter Trouble"                             | —R—                                                  | "The Runaway Bear"               | 8 de janeiro de 1959    |
| 16 | 16 | —R—                                           | "Puppet Pals"                                        | "Be My Guest Pest"               | 15 de janeiro de 1959   |
| 17 | 17 | "Sheep-Shape Sheepherder"                     | "Mark of the Mouse"                                  | —R—                              | 22 de janeiro de 1959   |
| 18 | 18 | "Barbecue Hound"                              | —R—                                                  | "Duck in Luck"                   | 29 de janeiro de 1959   |
| 19 | 19 | —R—                                           | "Dinky Jinks"                                        | "Bear on a Picnic"               | 5 de fevereiro de 1959  |
| 20 | 20 | "Hokum Smokum"                                | "Hypnotize Surprise"                                 | —R—                              | 12 de fevereiro de 1959 |
| 21 | 21 | "Bird House Blues"                            | —R—                                                  | "Prize Fight Fright"             | 19 de fevereiro de 1959 |
| 22 | 22 | "Postman Panic"                               | "Nice Mice"                                          | "Brainy Bear"                    | 26 de fevereiro de 1959 |
| 23 | 23 | "Ski Champ Chump"                             | "King-Size Surprise"                                 | "Robin Hood Yogi"                | 5 de março de 1959      |
| 24 | 24 | "Lion Tamer Huck"                             | "Cat-Nap Cat"                                        | "Daffy Daddy"                    | 12 de março de 1959     |
| 25 | 25 | "Little Red Riding Huck"                      | "Mouse-Nappers"                                      | "Scooter Looter"                 | 19 de março de 1959     |
| 26 | 26 | "The Tough Little Termite"                    | "Boxing Buddy"                                       | "Hide and Go Peek"               | 26 de março de 1959     |

### Segunda Temporada (1959-60)
| Nº | Ep | Dom Pixote Huckleberry Hound | Plic e Ploc e Chuvisco Pixie and Dixie and Mr. Jinks | Zé Colmeia Yogi Bear  | Data                    |
| -- | -- | ---------------------------- | ---------------------------------------------------- | --------------------- | ----------------------- |
| 27 | 1  | "Ten Pin Alley"              | "Hi-Fido"                                            | "Show Biz Bear"       | 14 de setembro de 1959  |
| 28 | 2  | "Grim Pilgrim"               | "Rapid Robot"                                        | "Lullabye-Bye Bear"   | 21 de setembro de 1959  |
| 29 | 3  | “Jolly Roger and Out”        | "Sour Puss"                                          | "Bare Face Bear"      | 28 de setembro de 1959  |
| 30 | 4  | “Somebody's Lion”            | "King Size Poodle"                                   | “Papa Yogi”           | 26 de outubro de 1959   |
| 31 | 5  | "A Bully Dog"                | "Mighty Mite"                                        | "Stranger Ranger"     | 2 de novembro de 1959   |
| 32 | 6  | "Nottingham and Yeggs"       | "Bird Brained Cat"                                   | "Rah Rah Bear"        | 23 de novembro de 1959  |
| 33 | 7  | "Huck the Giant Killer"      | "Batty Bat”                                          | "Bear for Punishment" | 30 de novembro de 1959  |
| 34 | 8  | "Cop and Saucer"             | "Lend-Lease Meece"                                   | "Nowhere Bear"        | 21 de dezembro de 1959  |
| 35 | 9  | "Pony Boy Huck"              | "A Good Good Fairy"                                  | "Wound-Up Bear"       | 28 de dezembro de 1959  |
| 36 | 10 | "Pet Vet"                    | "Heavens to Jinksy"                                  | "Bewitched Bear"      | 18 de janeiro de 1960   |
| 37 | 11 | "Piccadilly Dilly"           | "Goldfish Fever"                                     | "Hoodwinked Bear"     | 25 de janeiro de 1960   |
| 38 | 12 | "Wiki Waki Huck"             | "Pushy Cat"                                          | "Snow White Bear"     | 15 de fevereiro de 1960 |
| 39 | 13 | "Huck’s Hack"                | "Puss in Boats"                                      | "Space Bear"          | 22 de fevereiro de 1960 |

### Terceira Temporada (1960)
| Nº | Ep | Dom Pixote Huckleberry Hound | Plic e Ploc e Chuvisco Pixie and Dixie and Mr. Jinks | Lobo Joca Hokey Wolf         | Data                   |
| -- | -- | ---------------------------- | ---------------------------------------------------- | ---------------------------- | ---------------------- |
| 40 | 1  | "Spud Dud"                   | "High Jinks"                                         | “Tricks and Treats” (Piloto) | 11 de setembro de 1960 |
| 41 | 2  | "Legion Bound Hound"         | "Price for Mice"                                     | "Hokey Dokey"                | 18 de setembro de 1960 |
| 42 | 3  | "Science Friction"           | "Plutocrat Cat"                                      | "Lamb-Basted Wolf"           | 25 de setembro de 1960 |
| 43 | 4  | “Nuts Over Mutts”            | "Pied Piper Pipe"                                    | "Which Witch Is Witch"       | 2 de outubro de 1960   |
| 44 | 5  | "Knight School"              | "Woo for Two"                                        | "Pick a Chick"               | 9 de outubro de 1960   |
| 45 | 6  | "Huck Hound’s Tale"          | "Party Peeper Jinks"                                 | "Robot Plot"                 | 16 de outubro de 1960  |
| 46 | 7  | "The Unmasked Avenger"       | "A Wise Quack"                                       | "Boobs In the Woods"         | 23 de outubro de 1960  |
| 47 | 8  | "Hillbilly Huck"             | "Missile Bound Cat"                                  | "Castle Hassle"              | 30 de outubro de 1960  |
| 48 | 9  | "Fast Gun Huck"              | "Kind to Meeces Week"                                | "Booty on the Bounty"        | 6 de novembro de 1960  |
| 49 | 10 | "Astro-nut Huck"             | "Crew Cat"                                           | "Hokey in the Pokey"         | 13 de novembro de 1960 |
| 50 | 11 | "Huck and Ladder"            | "Jinxed Jinks"                                       | "Who’s Zoo"                  | 20 de novembro de 1960 |
| 51 | 12 | "Lawman Huck"                | "Light Headed Cat"                                   | "Dogged Sheep Dog"           | 27 de novembro de 1960 |
| 52 | 13 | "Cluck and Dagger"           | "Mouse for Rent"                                     | "Too Much to Bear"           | 4 de dezembro de 1960  |

### Quarta Temporada (1961)
| Nº | Ep | Dom Pixote Huckleberry Hound | Plic e Ploc e Chuvisco Pixie and Dixie and Mr. Jinks | Lobo Joca Hokey Wolf          | Data                   |
| -- | -- | ---------------------------- | ---------------------------------------------------- | ----------------------------- | ---------------------- |
| 53 | 1  | "Caveman Huck"               | "Jinks’ Jinx"                                        | "Movies Are Bitter Than Ever" | 18 de agosto de 1961   |
| 54 | 2  | "Huck of the Irish"          | "Fresh Heir"                                         | "Poached Yeggs"               | 25 de agosto de 1961   |
| 55 | 3  | "Jungle Bungle"              | "Strong Mouse"                                       | "Rushing Wolf Hound"          | 1 de setembro de 1961  |
| 56 | 4  | "Bullfighter Huck"           | "Bombay Mouse"                                       | "The Glass Sneaker"           | 8 de setembro de 1961  |
| 57 | 5  | "Ben Huck"                   | "Mouse Trapped"                                      | "Indian Giver"                | 15 de setembro de 1961 |
| 58 | 6  | "Huck de Paree"              | "Magician Jinks"                                     | "Chock Full Chuck Wagon"      | 22 de setembro de 1961 |
| 59 | 7  | "Bars and Stripes"           | "Meece Missiles"                                     | "Bring ’Em Back a Live One"   | 29 de setembro de 1961 |
| 60 | 8  | "The Scrubby Brush Man"      | "Homeless Jinks"                                     | "A Star Is Bored"             | 6 de outubro de 1961   |
| 61 | 9  | "Two for Tee Vee" (Final)    | "Home Flea" (Final)                                  | "West of the Pesos"           | 13 de outubro de 1961  |
| 62 | 10 | —R—                          | —R—                                                  | "Phony-O and Juliet"          | 20 de outubro de 1961  |
| 63 | 11 | —R—                          | —R—                                                  | "Hokey’s Missing Millions"    | 27 de outubro de 1961  |
| 64 | 12 | —R—                          | —R—                                                  | "Loot to Boot"                | 3 de novembro de 1961  |
| 65 | 13 | —R—                          | —R—                                                  | "Guesting Games"              | 10 de novembro de 1961 |
| 66 | 14 | —R—                          | —R—                                                  | "Sick Sense"                  | 17 de novembro de 1961 |
| 67 | 15 | —R—                          | —R—                                                  | "Aladdin’s Lamb Chops"        | 24 de novembro de 1961 |
| 68 | 16 | —R—                          | —R—                                                  | "Bean Pod’ners" (Final)       | 1 de dezembro de 1961  |